# Monasterio de Santa María de Escarpe
El monasterio de Santa María de Escarpe fue un cenobio español situado en la provincia de Lérida, en las inmediaciones de la afluencia del río Cinca en el Segre.

## Historia
El monasterio, de monjes de la orden cisterciense, estaba situado cerca del punto en el que el río Cinca afluye en el Segre. Aparece descrito en el séptimo volumen del Diccionario geográfico-estadístico-histórico de España y sus posesiones de Ultramar de Pascual Madoz con las siguientes palabras:

ESCARPE ó ESCARP: monast. de monjes Bernardos en la prov., part. jud. y dióc. de Lérida, térm. jurisd. de Masalcoretig: se halla sit. en el ángulo que forma la reunion del r. Segre con el Cinca; al NO. de la Granja, al SO. de Ceros y al SE. de Masalcoreitg; está combatido por todos los aires, pero principalmente por los del S., y el clima frio y húmedo en invierno es bastante saludable. Durante la última guerra civil estuvo fortificado el conv., bien aspillerado y con tambores, habiendo en la misma punta un fortin; ambos puntos, guarnecidos por los milicianos nacionales de la Granja y Masalcoreitg. La posicion que ocupa el monast. es ventajosa bajo todos conceptos, ya por la belleza y amenidad del sitio, y ya tambien porque reune las ventajas de un cielo generalmente alegre y despejado, á la par que una campiña feraz: á pocos pasos del convento puede escogerse entre las aguas de los r. Segre y Cinca que confluyen en este punto, hallándose en cada uno su correspondiente barca para facilitar el paso á los habitantes de ambas orillas. El terreno es llano y de muy buena calidad, habiendo basntate plantio de olivares en la parte comprensiva al térm. que ant. poseia como independiente que se estendia 3/4 de hora de N. á S. y 1 de E. á O.; constando las 3/4 partes de dehesas de pastos que se hallan al N. y O. del monast. caminos: dirigen á Cerós y Masalcoreitg, Torrente y la Granja; pero para estos dos últimos puntos es necesario pasar las barcas de sus respectivos r., las cuales llevan estos nombres. prod. algun trigo y aceite, caza de perdices, algunas cogujas, pocos conejos y liebres, pesca de barbos, anguilas, madrillas y truchas. pobl. El fuerte de Escarpe, que estaba en poder del wali de Lérida, se sometió en noviembre de 1120 al conde Ramon Berenguer 3.º
(Madoz, 1847, p. 522)